# シライシユウコ
シライシ ユウコ（しらいし ゆうこ、女性）は、日本のイラストレーター。主にSF、ファンタジー系の小説の表紙や挿絵を手掛けている。第51回、第52回星雲賞アート部門受賞。

## 作品

### 作品集
- シロ（新風舎文庫 POST CARD BOOK）

### イラスト
- SFが読みたい! 2010年版（早川書房） - カバーイラスト
- SFが読みたい! 2011年版（早川書房） - カバーイラスト
- かつくら 2012春号（桜雲社） - カバーイラスト
- 小冊子「ハヤカワ文庫の100冊2013」- 伊藤計劃『ハーモニー』のイラストカット

### 小説挿絵/表紙
- 姫百合たちの放課後 （著：森奈津子 / ハヤカワ文庫JA、2008年8月）
- ハーモニー （著：伊藤計劃 / ハヤカワSFシリーズ Jコレクション、2008年12月）
- 耽美なわしら

1. （著：森奈津子 / ハヤカワ文庫JA、2009年2月）
2. （著：森奈津子 / ハヤカワ文庫JA、2009年3月）

- ゼロ年代SF傑作選 （編：S-Fマガジン編集部 / ハヤカワ文庫JA、2010年2月）
- ともだち同盟 （著：森田季節 / 角川書店、2010年6月）
- マルジナリアの妙薬 （著：新城カズマ / 早川書房、2010年7月）
- 少女禁区 （著：伴名練 / 角川ホラー文庫、2010年10月）
- 放課後探偵団 書き下ろし学園ミステリ・アンソロジー （創元推理文庫、2010年11月）
- ドッペルゲンガーの恋人 （著：唐辺葉介 / 星海社FICTIONS、2011年8月）
- 展翅少女人形館 （著：瑞智士記 / ハヤカワ文庫JA、2011年8月）
- 死体泥棒 （著：唐辺葉介 / 星海社FICTIONS、2011年12月）
- 殺気！ （著：雫井脩介 / 徳間文庫、2012年1月）
- 転校クラブ〜人魚のいた夏〜 （著：水生大海 / 原書房、2012年3月）
- オカルト〜現れるモノ、隠れるもモノ、見たいモノ〜 （著：森達也 / 角川書店、2012年4月）
- PSYCHE （著：唐辺葉介 / 星海社文庫、2012年6月）
- 乙女シリーズ

1. 乙女の花束 （著：折原みと / ポプラ文庫ピュアフル、2012年7月）
2. 乙女の初恋 （著：折原みと / ポプラ文庫ピュアフル、2012年11月）
3. 乙女の翼（著：折原みと / ポプラ文庫ピュアフル、2013年9月）

- 代々木Love&Hateパーク（著：壁井ユカコ / 双葉社、2012年7月）
- ばけもの好む中将

1. （著：瀬川貴次 / 集英社文庫、2013年4月）
2. 弐 姑獲鳥と牛鬼（著：瀬川貴次 / 集英社文庫、2014年2月）
3. 参 天狗の神隠し（著：瀬川貴次 / 集英社文庫、2014年10月）

- チャーチル閣下の秘書（著：スーザン・イーリア・マクニール、訳：圷香織 / 創元推理文庫、2013年6月）
- know（著：野﨑まど / ハヤカワ文庫JA、2013年7月）
- 死美女の誘惑 蓮飯店あやかし事件簿（著： 丸山天寿 / 講談社ノベルス、2013年9月）
- 上石神井さよならレボリューション（著：長沢樹 / 集英社、2013年9月）
- オーブランの少女（著：深緑野分 / 東京創元社、2013年10月）
- 謎の放課後 学校のミステリー（編：大森望 / 角川文庫、2013年11月）
- からくりランドのプリンセス（著：青井夏海 / 原書房、2013年11月）
- ランチタイムは死神と（著：柴田よしき / 徳間文庫、2014年1月）
- テキスト9　（著：小野寺整 / 早川書房、2014年1月）
- あやか師夢介 元禄夜話（著：小沢章友 / 白泉社、2015年3月）
- SNSスパイラル（著：鎌倉ましろ / オトナヘNovel、2015年7月  - 8月）
- 逆行の夏 ジョン・ヴァーリイ傑作集（著：ジョン・ヴァーリイ、訳：浅倉久志,宮脇孝雄,大野万紀,内田昌之,中原尚哉 / ハヤカワ文庫SF、2015年7月）
- ばけもの好む中将 四 踊る大菩薩寺院（著：瀬川貴次 / 集英社文庫、2015年8月）
- エピローグ（著：円城塔 / 早川書房、2015年9月 連載時には扉絵）
- スパイ学校の新任教官（著：スーザン・イーリア・マクニール、訳：圷香織 / 創元推理文庫、2015年10月）
- 大正箱娘 見習い記者と謎解き姫（著：紅玉いづき / 講談社タイガ、2016年3月）
- いちばん近くて遠い空 〜わたしと兄〜（箸：みうらかれん / オトナヘNovel、2016年4月-5月）
- たたかう！ バイトガールズ（箸：みうらかれん / オトナヘNovel、2016年4月-5月）
- わたしがここにいる理由（著：片川優子 / 岩崎書店、2016年9月）
- 時をとめた少女（著：ロバート・F・ヤング、訳：小尾芙佐,深町眞理子,岡部宏之,山田順子 / ハヤカワ文庫SF、2017年2月）
- 名作転生シリーズ

1. 悪役リメンバー（著：北野勇作,粟生こずえ,小松原宏子,森奈津子,小島水青,こざきゆう / 学研プラス、2017年5月）
2. 脇役ロマンス（著：小島水青,小松原宏子,北野勇作,こざきゆう,森奈津子,粟生こずえ / 学研プラス、2017年5月）
3. 主役コンプレックス（著：田丸雅智,石川宏千花,粟生こずえ,小松原宏子,巣山ひろみ / 学研プラス、2017年10月）

- トランスヒューマンガンマ線バースト童話集（著：三方行成 / ハヤカワ文庫JA、2018年11月）
- スケッチブック 供養絵をめぐる物語（著：ちばるりこ / ティーンズ文学館、2018年11月）
- 平安あや解き草紙

1. 〜その姫、後宮にて天職を知る〜（著：小田菜摘 / 集英社オレンジ文庫、2019年3月）
2. 〜その後宮、百花繚乱にて〜（著：小田菜摘 / 集英社オレンジ文庫、2019年8月）
3. 〜その恋、人騒がせなことこの上なし〜（著：小田菜摘 / 集英社オレンジ文庫、2020年1月）
4. 〜その女人達、ひとかたならず〜（著：小田菜摘 / 集英社オレンジ文庫、2020年6月）
5. 〜その姫、後宮にて宿敵を得る〜（著：小田菜摘 / 集英社オレンジ文庫、2020年11月）
6. 〜その女人達、故あり〜（著：小田菜摘 / 集英社オレンジ文庫、2021年4月）
7. 〜この惑い、散る桜花のごとく〜（著：小田菜摘 / 集英社オレンジ文庫、2021年9月）
8. 〜その女人、匂やかなること白梅の如し〜（著：小田菜摘 / 集英社オレンジ文庫、2022年1月）

- 新井素子SF&ファンタジーコレクション1 いつか猫になる日まで グリーン・レクイエム（柏書房、2019年7月）
- 2010年代SF傑作選（編：大森望、伴名練 / ハヤカワ文庫JA、2020年2月）
- ミステリー案内人さんのコワイハナシ

1. ジゴウジトク（原著：クロネコの部屋、著：一夜月夜,天乃聖樹,高橋佐理 / カドカワ読書タイム、2020年6月）
2. タチイリキンシ（原著：クロネコの部屋、著：一夜月夜,高橋佐理,星森香 / カドカワ読書タイム、2021年2月）
3. ツイテコナイデ（原著：クロネコの部屋、著：一夜月夜,天乃聖樹,高橋佐理 / カドカワ読書タイム、2021年11月）

- メアリ・ジキルとマッド・サイエンティストの娘たち（著：シオドラ・ゴス、訳：鈴木潤,原島文世,大谷真弓,市田泉 / 新☆ハヤカワ・SF・シリーズ、2020年7月）
- 時計がない！（著：小松原宏子 / 文研ブックランド、2021年6月）
- あやかし狐の京都裏町案内人（著：狭間夕 / アルファポリス文庫、2021年9月）

他多数。